# Avantage comparatif révélé
L'avantage comparatif révélé (ACR) correspond à la part des exportations d'un produit j par rapport à l'ensemble des exportations d'un pays donné divisée par la part des exportations de ce produit dans le total des exportations d'une zone de référence (par exemple le monde).
C'est en 1965 que Bela Balassa utilise pour la première fois le concept d’avantage comparatif révélé ayant la particularité d’être facilement calculable.
{\displaystyle ACR={\frac {E_{ij}/E_{it}}{E_{nj}/E_{nt}}}}
avec
| {\displaystyle E} | Exportations            |
| {\displaystyle i} | Pays                    |
| {\displaystyle j} | Produit                 |
| {\displaystyle n} | L'ensemble des pays     |
| {\displaystyle t} | L'ensemble des produits |